# Incendie de la synagogue Adas Israel de Melbourne
Le 6 décembre 2024 vers 4 heures du matin, un incendie terroriste est allumé dans la synagogue Adass Israel de Melbourne à Ripponlea, une banlieue de Melbourne, en Australie. Un membre du personnel de la synagogue est blessé et des dommages importants au bâtiment sont constatés.
Cette attaque fait l'objet d'une enquête menée par l'unité antiterroriste de la police fédérale australienne . Le 9 décembre 2024, la police de Victoria déclare que l'incident sera traité comme une attaque terroriste. Les auteurs de l'attaque auraient utilisé un fluide accélérant et l'auraient ensuite répandu dans tout l'intérieur du bâtiment avec un balai avant d'y mettre le feu.
À la suite de cette attaque, le centre Simon-Wiesenthal, une organisation juive américaine de défense des droits de l'homme met en garde les voyageurs juifs à destination de l'Australie

## Contexte
Après l'attaque du Hamas contre Israël le 7 octobre 2023, divers actes antisémites visent plusieurs synagogues australiennes. Le 8 octobre 2023, en Nouvelle-Galles du Sud, deux individus passent devant une synagogue en criant « Allahu Akbar », avant de déclarer qu’ils allaient « faire exploser la synagogue ». Le 11 octobre 2023, à Melbourne, une synagogue fait l'objet une alerte à la bombe. Le 23 novembre 2023, en Australie occidentale, un individu jette deux verres de peinture rouge sur une synagogue. En décembre 2023, de fausses alertes  à la bombe sont  proférées contre plusieurs synagogues à travers l'Australie. En novembre 2024, la synagogue Chabad de St Kilda, à Melbourne est vandalisée.
La synagogue incendiée en décembre 2024 est la synagogue orthodoxe Adass Israel de Melbourne, située à Ripponlea, Victoria, un édifice conçu par Ernest Fooks (en) et inauguré le 19 septembre 1965. Elle fait partie de la congrégation Adass Israël, un groupe juif de Melbourne dont les origines remontent à une scission au sein de la congrégation hébraïque Elwood Talmud Torah en 1939/1940. Certains de ses premiers membres étaient de jeunes garçons et des hommes adultes envoyés en Australie par les Britanniques en 1941 sur le tristement célèbre Dunera,. La communauté possède une école à proximité d' Elsternwick , et une chevra kadisha à St Kilda.[réf. nécessaire]. Elle avait déjà été gravement endommagée lors d'un incendie criminel le 1er janvier 1995.L'attaque terroriste a eu lieu à une période où le niveau national de menace terroriste du gouvernement australien était jugé « probable » après avoir été relevé en août 2024, correspondant à plus de 50 % de chances qu'une attaque terroriste ou une planification d'attaque ait lieu dans un avenir proche en Australie . Le niveau de menace était auparavant resté au niveau probable depuis peu après les attentats de Paris de novembre 2015 jusqu'en 2022, date à laquelle il aavait été abaissé à possible .

## L'attaque
Aux premières heures du 6 décembre 2024, deux hommes masqués font irruption dans la synagogue Adass Israël de Melbourne à Ripponlea. Les hommes commencent à verser un liquide accélérateur sur le sol et à le répandre dans tout l'intérieur du bâtiment avec un balai lorsqu'ils sont dérangés par un fidèle de la synagogue,. Les deux auteurs mettent le feu à l'accélérateur peu avant 4h10 du matin avant de prendre la fuite. L'incendie se propage ensuite rapidement, causant d'importants dégâts à l'intérieur de la synagogue et l'effondrement d'une partie du toit. Un membre du personnel de la synagogue est légèrement blessé aux mains,.
Des dizaines d'équipes de secours, dont 65 pompiers, sont dépêchées sur place peu après le début de l'incendie. Les pompiers mettent plus d'une heure à maîtriser l'incendie,. Une scène de crime est établie après l'extinction de l'incendie et le personnel de la synagogue est autorisé à entrer dans l'après-midi du 6 décembre 2024 pour récupérer les rouleaux de la Torah, les livres sacrés, talits, tephillin, d'autres objets et certains effets personnels.

## Enquête
Le 9 décembre, 3 jours après l'attaque, l'AFP crée la Taskforce Avalite pour enquêter sur l'antisémitisme en Australie,. L' Organisation australienne du renseignement de sécurité (ASIO)  annonce son intention d'aider le groupe de travail dans cette enquête.

## Réactions

### Australie

#### Gouvernement fédéral australien
Le Premier ministre Anthony Albanese se déclare « indigné » par cette attaque lors d'une interview à la radio le 6 décembre. Il révèle avoir été   informé le même jour par le commissaire de la police fédérale australienne (AFP), et que l'attaque était délibérée et que des images de vidéosurveillance avaient montré les deux assaillants répandre un accélérant dans tout le bâtiment avec un balai avant d'y mettre le feu. Albanese s'est également entretenu avec l'envoyée spéciale du gouvernement pour l'antisémitisme, Jillian Segal, le 6 décembre. Le 8 décembre, Albanese déclare que l'incident était « très clairement » un acte de terrorisme et a annoncé un financement fédéral de 32,5 millions de dollars australiens pour améliorer la sécurité des écoles juives et des centres communautaires,. D'autres organismes gouvernementaux  condamnen l'incident, notamment la Commission australienne des droits de l'homme.

#### Gouvernement de Victoria
La Première ministre de Victoria, Jacinta Allan, condamne l'attaque comme étant une « attaque antisémite diabolique ». Le 6 décembre, lors d'une conférence de presse devant la synagogue, elle promet 100 000 dollars australiens du gouvernement de l'État pour financer la reconstruction de la synagogue. L’incident est également condamné par les élus locaux,.

#### Parti libéral d'Australie
Le chef de l'opposition fédérale, Peter Dutton, qualifie l'attaque  d'odieuse mais aussi de prévisible en raison de ce qu'il considère comme un manque de compassion envers le peuple juif de la part du gouvernement Albanese. Il ajoute que le financement annoncé par le gouvernement fédéral le 8 décembre devrait pouvoir être utilisé pour financer des gardes armés dans les écoles et les centres communautaires juifs.

#### Groupes communautaires juifs australiens
Le Conseil exécutif de la communauté juive australienne appele le gouvernement australien à réagir à l’incident par des actes et non par de simples paroles, déclarant : « Nous vous demandons, Monsieur le Premier ministre, de réfléchir à la façon dont on a laissé cela se produire. Nous vous demandons de réfléchir à la façon dont les conditions dans lesquelles une synagogue peut être incendiée ont pu se développer. Vos paroles condamnant rapidement l’attaque ont été entendues par notre communauté. Cependant, le temps des simples mots est révolu depuis longtemps. Nous appelons maintenant à l’action ». Le Conseil de la communauté juive de Victoria condamne l’attaque ; la PDG du JCCV, Naomi Levin, a déclaré : « Nous avons été absolument choqués, mais pas surpris, d’apprendre qu’une synagogue ici à Melbourne avait été attaquée pendant la nuit. La communauté juive met en garde contre une montée inacceptable de l’antisémitisme depuis plus d’un an. Nous espérions que cela n’arriverait jamais, mais aujourd’hui, nos craintes se sont réalisées. »  Le Conseil juif d'Australie a publié une déclaration condamnant l'attaque comme un « acte de haine », « dégoûtant » et « de violence antisémite », et affirmant qu'il y avait un « besoin urgent de coopération, d'éducation et de dialogue communautaire pour combattre les préjugés et promouvoir la compréhension ». Le Conseil juif a également condamné les efforts visant à qualifier l'attaque de « fausse alerte », car cette affirmation ne ferait qu'aggraver le sentiment antisémite. L'Association juive australienne a publié une déclaration dans laquelle elle se sentait « outrée » mais pas surprise en raison de son point de vue selon lequel les Juifs et l'association juive avaient été abandonnés par le gouvernement Albanese.

#### Chefs religieux
L'attaque est condamnée par le groupe consultatif multiconfessionnel de la Commission multiculturelle de Victoria en ces termes : « Les lieux de culte ont une signification profonde pour les croyants. Le droit de se sentir en sécurité et libre de pratiquer son culte dans ces espaces sacrés est fondamental et doit être respecté et protégé. Nous nous unissons pour promouvoir la compréhension, le respect et l'harmonie entre toutes les communautés religieuses et les personnes de bonne volonté. Nous les assurons de nos prières et de notre méditation affectueuse ». l'archidiocèse catholique de Melbourne condamne lui aussi l'attaque, déclarant : « Un lieu de culte pacifique a été violé, rien ne peut justifier une telle violence. L'antisémitisme n'a pas sa place dans notre société. Nous sommes en solidarité avec les membres de la communauté juive en ce moment » . La Fédération australienne des conseils islamiques (AFIC) condamné l'attaque, déclarant : « De tels actes de haine et de violence doivent être réprimés par une réponse rapide et ferme des forces de l'ordre. Nous exhortons les autorités à enquêter en profondeur sur cette affaire et à veiller à ce que les responsables soient tenus responsables. »  Au niveau national, l'attaque a été condamnée par le Conseil national des églises d'Australie (NCCA), déclarant : « Il nous appartient à tous de nous mobiliser en tant qu'artisans de paix et de nous engager à maintenir la sécurité et l'harmonie de notre société multiculturelle et multiconfessionnelle en Australie. »  Enfi, .l'événement a été décrit dans une déclaration par l'archevêque anglican de Sydney, qui a condamné une attaque antisémite à Sydney, déclarant : « La dernière attaque contre la communauté juive de Sydney est flagrante, lâche et méprisable. Toutes les personnes de bonne volonté, croyantes ou non, condamneront cet outrage. Il fait suite à l'attaque terroriste contre la synagogue Adass Israel à Melbourne, et à plus d'un an d'hostilité et d'intimidation croissantes de la communauté juive australienne de multiples façons grotesques. » 

#### Autres
Le 7 décembre, l'ancien député libéral Josh Frydenberg et l'ancien sénateur travailliste Nova Peris ont appelé, lors d'une conférence de presse, le gouvernement fédéral à déclarer l'événement comme une attaque terroriste. Frydenberg a déclaré que les juifs australiens parlaient désormais ouvertement de quitter le pays et que les jeunes juifs étaient obligés de cacher leur foi et leur origine ethnique par peur d’être attaqués. Peris a qualifié l'attaque de « totalement déplorable ».
L'Australian Palestine Advocacy Network (APAN), via un message sur son compte Instagram, a condamné l'attaque en déclarant que « les attaques contre les institutions religieuses n'ont pas leur place dans notre communauté ». L'APAN a également critiqué la déclaration du Premier ministre israélien Benjamin Netanyahu liant l'attaque au soutien de l'Australie à une résolution des Nations Unies.
Un prédicateur musulman de Sydney, qui avait déjà fait l'objet d'une attention publique pour des propos antisémites tenus devant sa congrégation, a fait une déclaration attribuant l'attaque à une conspiration juive . La déclaration du prédicateur a été critiquée par le Premier ministre de la Nouvelle-Galles du Sud, Chris Minns. Une déclaration contenant un langage conspirateur similaire a été faite par le chef de cabinet de Mehreen Faruqi, une sénatrice verte . La déclaration a ensuite été rétractée et des excuses ont été présentées.

### Israël

#### Premier ministre et président d'Israël
Suite à l'attaque et au vote de l'Australie à l'Assemblée générale des Nations Unies pour expulser Israël de ses territoires occupés, le Premier ministre israélien Benjamin Netanyahu critique le gouvernement Albanese, affirmant également qu'il était impossible de dissocier la position de l'Australie aux Nations Unies de l'antisémitisme d'État. Netanyahou a également déclaré qu'il considérait Albanese comme un « anti-israélien et un antisémite extrême ». Le président Isaac Herzog déclare qu'il avait parlé avec Albanese de l'attaque et lui avait dit que les récentes attaques antisémites nécessitaient « une action forte et ferme ».

### États-unis d'Amérique
Le 10 décembre 2024, le centre Simon Wiesenthal émet une mise en garde à l'intention des voyageurs juifs visitant l'Australie, leur conseillant de faire preuve d'une « extrême prudence » et indiquant qu'ils n'était « convaincu que les juifs soient en sécurité [en Australie] ».